# Chavanges
Chavanges es una comuna francesa situada en el departamento de Aube, en la región de Gran Este.

## Demografía
| 766 | 818 | 721 | 695 | 728 | 689 | 593 |
| Para los censos de 1962 a 1999 la población legal corresponde a la población sin duplicidades (Fuente: INSEE [Consultar]) |     |     |     |     |     |     |